# 我愛男子漢
《我愛男子漢》（英語：I Love The Man）節目主題是以招募多位16歲到25歲的型男參加節目演出，進行才藝大考驗的方式，號召所有懷抱夢想的青年們，一起踏進演藝圈的殿堂!並以明星養成為目標 。節目主持為歐漢聲、JPM。

## 播出時間
以下時間以當地時間（台灣時間）為準

### 首播
| 頻道     | 播映日期        | 播出時間                                       |
| -------- | --------------- | ---------------------------------------------- |
| 超視     | 2012年1月6日起  | 週五、六、日晚間10:00-11:00                    |
| 東森綜合 | 2012年1月6日起  | 週五、日晚間11:00-12:00 ／ 週六晚間11:30-12:30 |
| 超視     | 2012年1月13日起 | 週五、六、日晚間10:00，重播『我愛男子漢』1-3集 |
| 超視     | 2012年1月20日起 | 週五晚間22:00-24:00 、週六晚間22:00-23:00      |
| 東森綜合 | 2012年1月20日起 | 週六下午13:00-14:00、週日午間12:00-14:00       |

## 比賽方式
是以招募多位16歲到25歲的型男參加節目演出，進行才藝大考驗例如：歌唱、舞蹈、B-box口技、體能...等

## 海選評分

### 舉牌制度
- 五位評審中，若沒有評審舉（X），表示成功入選；反之，表示淘汰。
- 五位評審中，若有1至2位評審舉（X），代表備選名單。
- 五位評審中，若有3位評審舉（X），須立刻停止表演。

## 參賽/晉級成員
| 姓名                | Cool 網站                       | Facebook 臉書                   | Weibo 微博                               |
| ------------------- | ------------------------------- | ------------------------------- | ---------------------------------------- |
| 斯辰                | 編號：02 （页面存档备份，存于） | Si Chen                         | 男子漢呂政憲                             |
| 林家樂              | 編號：04                        | 家樂Killian                     |                                          |
| 張家瑋              | 編號：07 （页面存档备份，存于） | 張家瑋                          | 男子漢張家瑋                             |
| 陳柏宇（比利）      | 編號：08                        | 陳比利 (Billythedope)           | 男子漢_陳柏宇_比利                       |
| 李宜柏（小虎）      | 編號：16                        | Paul Lee                        | 男子漢李宜柏                             |
| 沈佑愷              | 編號：22                        | Eddy Shen                       | 男子漢_沈佑愷                            |
| 黃駿                | 編號：23 （页面存档备份，存于） | Chun Huang (黃駿)               | 男子漢黃駿                               |
| 蕭柏得              | 編號：24                        | 蕭柏德                          | 男子漢柏得                               |
| 王昊翔              | 編號：33 （页面存档备份，存于） | 王昊翔                          | 男子漢王昊翔_秋森 （页面存档备份，存于） |
| 曾奕翔 (我愛男子漢) | 編號：34 （页面存档备份，存于） | 曾奕翔                          | 男子漢曾奕翔                             |
| 朱立民（阿寶）      | 編號：39                        | Abow Chu （页面存档备份，存于） | 男子漢朱立民_阿寶 （页面存档备份，存于） |
| 何孟遠              | 編號：42 （页面存档备份，存于） | Meng Yuan Ho (何孟遠)           | 男子漢何孟遠                             |

## 淘汰/退出成員
| 姓名   | Cool 網站                       | Facebook 臉書                            | Weibo 微博           | 附註                             |
| ------ | ------------------------------- | ---------------------------------------- | -------------------- | -------------------------------- |
| 陳柏全 | 編號：01                        | Gunther Chen                             | 男子漢陳柏全         | 8位男子漢 於 2012.04.07 該集淘汰 |
| 黃兆麒 | 編號：10                        | 黃兆麒                                   | 男子漢黃兆麒         | 8位男子漢 於 2012.04.07 該集淘汰 |
| 余孫生 | 編號：11                        | 余孫生                                   | 男子漢余孫生         | 8位男子漢 於 2012.04.07 該集淘汰 |
| 葉玉傑 | 編號：13 （页面存档备份，存于） | 葉玉傑                                   | 男子漢葉玉傑         | 8位男子漢 於 2012.04.07 該集淘汰 |
| 莊堯宣 | 編號：19 （页面存档备份，存于） | 莊酷炫 (莊堯宣)                          | 男子漢莊酷炫         | 8位男子漢 於 2012.04.07 該集淘汰 |
| 廖宥鈞 | 編號：21                        | 廖宥鈞                                   | 男子漢-宥鈞-         | 8位男子漢 於 2012.04.07 該集淘汰 |
| 林明翰 | 編號：35                        | 林明翰 (LU)                              | 男子漢林明翰         | 8位男子漢 於 2012.04.07 該集淘汰 |
| 王聖傑 | 編號：41                        | 王聖傑 (Sheng Jie Wang)                  | 男子漢王聖傑         | 8位男子漢 於 2012.04.07 該集淘汰 |
| 張仲舜 | 編號：38 （页面存档备份，存于） | Josh Shun (舜子)                         | 男子漢張仲舜_舜子    | 於 2012.02.24 下集淘汰           |
| 王肇緯 | 編號：03                        | Linus Wang                               | 男子漢王肇緯         | 6位男子漢 於 2012.02.17 下集淘汰 |
| 周萬瑋 | 編號：15                        | 周萬瑋                                   | 我愛男子漢_周萬瑋    | 6位男子漢 於 2012.02.17 下集淘汰 |
| 鄭宜峰 | 編號：26 （页面存档备份，存于） | 鄭宜峰                                   | 男子漢鄭宜峰         | 6位男子漢 於 2012.02.17 下集淘汰 |
| 許詩豔 | 編號：27 （页面存档备份，存于） | 許詩豔 (Jacob)                           | 男子漢許詩豔         | 6位男子漢 於 2012.02.17 下集淘汰 |
| 鍾孟哲 | 編號：29 （页面存档备份，存于） | 鍾孟哲 (Meng Jhe) （页面存档备份，存于） | M小刀J--男子漢鍾孟哲 | 6位男子漢 於 2012.02.17 下集淘汰 |
| 張志宇 | 編號：30 （页面存档备份，存于） | 張志宇 (Heybow)                          | 男子漢張志宇         | 6位男子漢 於 2012.02.17 下集淘汰 |
| 劉延明 | 編號：28 （页面存档备份，存于） | 劉延明 (Eric Liu)                        | 劉延明EricLiu        | 3位男子漢 於 2012.02.17 上集退出 |
| 方韋智 | 編號：44                        | Vincent Fang                             | 男子漢方韋智         | 3位男子漢 於 2012.02.17 上集退出 |
| 李羿翰 | 編號：45 （页面存档备份，存于） | 李大翰                                   | 男子漢李羿翰         | 3位男子漢 於 2012.02.17 上集退出 |
| 陳冠安 | 編號：17 （页面存档备份，存于） | Chan Kuan An                             | 男子漢陳冠安         | 3位男子漢 於 2012.02.10 下集淘汰 |
| 曾義均 | 編號：18 （页面存档备份，存于） | 曾一軍                                   | 男子漢曾一軍         | 3位男子漢 於 2012.02.10 下集淘汰 |
| 林伯晉 | 編號：20 （页面存档备份，存于） | 林伯晉                                   |                      | 3位男子漢 於 2012.02.10 下集淘汰 |
| 陸正希 | 編號：36 （页面存档备份，存于） | 陸正希                                   | 陸正希               | 2位男子漢 於 2012.02.10 上集退出 |
| 蕭富華 | 編號：43                        | Silver Sio                               | 男子漢蕭富華         | 2位男子漢 於 2012.02.10 上集退出 |
| 歐彥緯 | 編號：48 （页面存档备份，存于） | 歐彥緯                                   | 男子漢歐彥緯         | 2位男子漢 於 2012.02.03 下集淘汰 |
| 黃傳恩 | 編號：50                        | 黃傳恩                                   |                      | 2位男子漢 於 2012.02.03 下集淘汰 |
| 陳建豪 | 編號：09                        | 陳建豪                                   | 男子漢陳建豪         | 4位男子漢 於 2012.01.27 下集淘汰 |
| 白佳偉 | 編號：25 （页面存档备份，存于） | Jiawei Bai                               |                      | 4位男子漢 於 2012.01.27 下集淘汰 |
| 黃沛銓 | 編號：40                        | 黃沛銓                                   |                      | 4位男子漢 於 2012.01.27 下集淘汰 |
| 陳勁龍 | 編號：46 （页面存档备份，存于） | 陳勁龍 (Dn Dragon)                       |                      | 4位男子漢 於 2012.01.27 下集淘汰 |
| 全聖評 | 編號：47                        | 全聖評                                   | 全臭皮               | 於 2012.01.27 上集退出           |
| 趙威翰 | 編號：05                        |                                          |                      | 8位男子漢 於 2012.01.20 下集淘汰 |
| 陳傑   | 編號：06                        | 陳傑                                     | chenmilu             | 8位男子漢 於 2012.01.20 下集淘汰 |
| 陽宗均 | 編號：12                        | Yang Jyong                               |                      | 8位男子漢 於 2012.01.20 下集淘汰 |
| 江凱軒 | 編號：14                        | 江凱軒                                   | 男子漢江凱軒-Cason   | 8位男子漢 於 2012.01.20 下集淘汰 |
| 邱創瑜 | 編號：31 （页面存档备份，存于） |                                          |                      | 8位男子漢 於 2012.01.20 下集淘汰 |
| 吳嘉慶 | 編號：32 （页面存档备份，存于） |                                          | Ken吳嘉慶            | 8位男子漢 於 2012.01.20 下集淘汰 |
| 王聖鴻 | 編號：37                        | []                                       |                      | 8位男子漢 於 2012.01.20 下集淘汰 |
| 陳俊坤 | 編號：49                        | 陳俊坤                                   |                      | 8位男子漢 於 2012.01.20 下集淘汰 |

## 節目主題
| 集數 | 日期          | 主題                                  | 嘉賓主持              | 評審、來賓                                                                   | 淘汰、退賽                                                                       | 備註                                         |
| ---- | ------------- | ------------------------------------- | --------------------- | ---------------------------------------------------------------------------- | -------------------------------------------------------------------------------- | -------------------------------------------- |
| 01   | 2012年1月6日  | 尋找男子漢 全台型男總動員             | 海選主持： Apple 大牙 | 海選評審： 包小松、路嘉怡 Andy、張勝豐 王子文、藍又時 李聖傑、大鈞 來賓：JPM | 未入選： 林宥富、 沈明翰、朱律學 張順楊、王浩志                                  | 海選                                         |
| 02   | 2012年1月7日  | 男子漢才藝Show 誰才是明日之星(上)     | 安心亞                | 評審團： 20位素人女神                                                        | 無淘汰                                                                           | 50強階段                                     |
| 03   | 2012年1月8日  | 男子漢才藝Show 誰才是明日之星(下)     | 安心亞                | 評審團： 20位素人女神                                                        | 無淘汰                                                                           | 50強階段                                     |
| 04   | 2012年1月20日 | 男子漢舞力全開 華語舞蹈淘汰賽(上)     | Apple                 | 評審： 大鈞、Andy 胡如虹、張勝豐                                             | 淘汰： 趙威翰、陳傑 陽宗均、江凱軒 邱創瑜、吳嘉慶 、>李湘台、陳俊坤              | 播出2小時                                    |
| 05   | 2012年1月20日 | 男子漢舞力全開 華語舞蹈淘汰賽(下)     | Apple                 | 評審： 大鈞、Andy 胡如虹、張勝豐                                             | 淘汰： 趙威翰、陳傑 陽宗均、江凱軒 邱創瑜、吳嘉慶 、>李湘台、陳俊坤              | 播出2小時                                    |
| 06   | 2012年1月21日 | 男子漢的鐵漢爭霸戰                    | Makiyo                | 來賓： 任賢齊、張 謝娜(後台)                                                 | 無淘汰                                                                           | 42強階段                                     |
| 07   | 2012年1月27日 | 男子漢初試啼聲 華語團體歌唱挑戰賽(上) | 大牙                  | 評審： 藍又時、包小松 陳建寧、Andy 路嘉怡                                    | 退賽： 全聖評 淘汰： 陳建豪、白佳偉 黃沛銓、陳勁龍                               | 播出2小時 觀察名單： 鄭宜峰、周萬瑋          |
| 08   | 2012年1月27日 | 男子漢初試啼聲 華語團體歌唱挑戰賽(下) | 大牙                  | 評審： 藍又時、包小松 陳建寧、Andy 路嘉怡                                    | 退賽： 全聖評 淘汰： 陳建豪、白佳偉 黃沛銓、陳勁龍                               | 播出2小時 觀察名單： 鄭宜峰、周萬瑋          |
| 09   | 2012年1月28日 | 那些年 我們都是大笨蛋 男子漢告解大會  | 昆凌                  | 來賓： 柯震東                                                                | 無淘汰                                                                           | 37強階段                                     |
| 10   | 2012年2月3日  | 男子漢韓流來襲 韓風舞蹈挑戰賽(上)     | Apple 瑤瑤            | 評審： Seven、大鈞 Andy、路嘉怡 阿弘＆阿基                                   | 淘汰： 歐彥緯、黃傳恩                                                            | 播出2小時 觀察名單： 張仲舜、沈佑愷          |
| 11   | 2012年2月3日  | 男子漢韓流來襲 韓風舞蹈挑戰賽(下)     | Apple 瑤瑤            | 評審： Seven、大鈞 Andy、路嘉怡 阿弘＆阿基                                   | 淘汰： 歐彥緯、黃傳恩                                                            | 播出2小時 觀察名單： 張仲舜、沈佑愷          |
| 12   | 2012年2月4日  | 摩登天后蒞臨 男子漢藝能大賞             | 容嘉                  | 來賓： 蕭亞軒                                                                | 無淘汰                                                                           | 本集王子 無錄影 35強階段                     |
| 13   | 2012年2月10日 | 挑戰極限！！ 唱跳合作賽(上)           | 卓文萱                | 評審： 大鈞、大目 陳建寧、Andy 包小松                                        | 未交代退賽: 陸侲曦、蕭富華 淘汰： 陳冠安 曾義均、林伯晉                          | 播出2小時 本集王子 無錄影                    |
| 14   | 2012年2月10日 | 挑戰極限！！ 唱跳合作賽(下)           | 卓文萱                | 評審： 大鈞、大目 陳建寧、Andy 包小松                                        | 未交代退賽: 陸侲曦、蕭富華 淘汰： 陳冠安 曾義均、林伯晉                          | 播出2小時 本集王子 無錄影                    |
| 15   | 2012年2月11日 | 男子漢初戀往事 酸甜苦澀的回憶         | 昆凌                  | 來賓： 小鬼、林育群                                                          | 無淘汰                                                                           | 30強階段                                     |
| 16   | 2012年2月17日 | 男子漢&女藝人共舞 20強決定賽(上)      | 翁滋蔓                | 評審： Andy、黑人 包小松、大鈞 來賓： MeiMei、Apple 斯亞、貝童彤 大牙、小蠻  | 退賽： 劉延明 方韋智、李羿翰 淘汰： 王肇緯、周萬瑋 鄭宜峰、許詩豔 鍾孟哲、張志宇 | 播出2小時 錄影現場觀眾 投票救回名單： 張仲舜 |
| 17   | 2012年2月17日 | 男子漢&女藝人共舞 20強決定賽(下)      | 翁滋蔓                | 評審： Andy、黑人 包小松、大鈞 來賓： MeiMei、Apple 斯亞、貝童彤 大牙、小蠻  | 退賽： 劉延明 方韋智、李羿翰 淘汰： 王肇緯、周萬瑋 鄭宜峰、許詩豔 鍾孟哲、張志宇 | 播出2小時 錄影現場觀眾 投票救回名單： 張仲舜 |
| 18   | 2012年2月18日 | 超爆笑！！ 男子漢主持初體驗           | 小蠻                  | 評審： 路嘉怡、小甜甜 Andy、盧文華                                           | 無淘汰                                                                           | 21強階段                                     |
| 19   | 2012年2月24日 | 捉對廝殺！ 男子漢一對一PK賽(上)       | 夏語心                | 評審： 藍又時、包小松 Andy、大目                                             | 淘汰： 張仲舜                                                                    | 播出2小時                                    |
| 20   | 2012年2月24日 | 捉對廝殺！ 男子漢一對一PK賽(下)       | 夏語心                | 評審： 藍又時、包小松 Andy、大目                                             | 淘汰： 張仲舜                                                                    | 播出2小時                                    |
| 21   | 2012年2月25日 | 男子漢魅力爭霸戰！！                  | 魏蔓                  | 來賓： 林俊傑                                                                | 無淘汰                                                                           | 20強階段                                     |
| 22   | 2012年3月2日  | 超精彩！！ 學長藝人合作賽(上)         | Apple 容嘉            | 評審： 路嘉怡、包小松 Andy、大目 來賓： 野獸、小樂 鮪魚、ELMO 虎牙、班傑     | 無淘汰                                                                           | 播出2小時 本集王子、毛弟 無錄影              |
| 23   | 2012年3月2日  | 超精彩！！ 學長藝人合作賽(下)         | Apple 容嘉            | 評審： 路嘉怡、包小松 Andy、大目 來賓： 野獸、小樂 鮪魚、ELMO 虎牙、班傑     | 無淘汰                                                                           | 播出2小時 本集王子、毛弟 無錄影              |
| 24   | 2012年3月3日  | 巨星之夜！！ 男子漢的偶像致敬大會     | MeiMei Apple          | 評審： 鄧紫棋、唐禹哲 陽光直人                                               | 無淘汰                                                                           | 20強階段                                     |
| 24   | 2012年3月3日  | 男子漢時尚雜誌拍攝                    | 無                    | 無                                                                           | 無淘汰                                                                           | 20強階段                                     |
| 25   | 2012年3月9日  | 捍衛尊嚴！！ 男子漢分組對抗賽         | 邵庭                  | 評審： 陳建寧 Andy、大目 來賓： 賈靜雯                                       | 無淘汰                                                                           | 播出2小時                                    |
| 26   | 2012年3月9日  | 男子漢有福囉！！ 人氣女神聯誼會       | 無                    | 來賓： 洪詩、甯兒 大元、琳恩                                                 | 無淘汰                                                                           | 播出2小時                                    |
| 27   | 2012年3月10日 | 考驗友誼！！ 超殘酷爆料大會           | 林采緹                | 無                                                                           | 無淘汰                                                                           | 20強階段                                     |
| 27   | 2012年3月10日 | JPM特別企劃 日本音樂會                | 無                    | 來賓： JPM                                                                   | 無淘汰                                                                           | 地點： 日本大阪市 Tower Record               |
| 28   | 2012年3月16日 | 男子復仇記！！ 男子漢分組對抗賽Part 2 | 愷樂 Kid              | 評審： 左安安 Andy、大鈞                                                     | 無淘汰                                                                           | 本集王子 無錄影 播出2小時                    |
| 29   | 2012年3月16日 | 男子漢大揭密！！ 帥哥正妹來爆料       | 瑤瑤                  | 無                                                                           | 無淘汰                                                                           | 本集王子 無錄影 播出2小時                    |
| 30   | 2012年3月17日 | 超迷人！！ 校園正妹聯誼會             | 琳恩                  | 無                                                                           | 無淘汰                                                                           | 20強階段                                     |
| 30   | 2012年3月17日 | 男子漢校園挑戰賽                      | Kid Eason             | 評審： 大鈞、Andy                                                            | 無淘汰                                                                           | 地點： 南強工商 本集歐弟、毛弟 無錄影        |
| 31   | 2012年3月23日 | 期中評比！！(上) 男子漢舞台魅力大考驗 | 玉兔                  | 評審： 包小松 Andy、大鈞 來賓： 斯亞                                         | 無淘汰                                                                           | 播出2小時                                    |
| 32   | 2012年3月23日 | 期中評比！！(下) 男子漢舞台魅力大考驗 | 玉兔                  | 評審： 包小松 Andy、大鈞 來賓： 斯亞                                         | 無淘汰                                                                           | 播出2小時                                    |
| 33   | 2012年3月24日 | 強敵入侵！！ 校園模王擂台賽           | 琳恩                  | 無                                                                           | 無淘汰                                                                           | 20強階段                                     |
| 33   | 2012年3月24日 | 男子漢！！ 校園挑戰賽PART2            | Kid Eason             | 評審： 大鈞、Andy                                                            | 無淘汰                                                                           | 地點： 丹鳳高中 本集歐弟、毛弟 無錄影        |
| 34   | 2012年3月30日 | 無預警淘汰之！！ 生存巴士             | Eason                 | 無                                                                           | 無淘汰                                                                           | 本集毛弟 無錄影                              |
| 35   | 2012年3月30日 | 男子漢！！ 校園趣味PK賽               | Kid                   | 無                                                                           | 無淘汰                                                                           | 地點： 滬江高中 本集王子 無錄影              |
| 36   | 2012年3月31日 | 男子漢膽量挑戰大會！！                | Kid                   | 無                                                                           | 無淘汰                                                                           | 本集王子 無錄影                              |
| 36   | 2012年3月31日 | 腦袋行不行之 智力大考驗！！           | 蔡詩                  | 無                                                                           | 無淘汰                                                                           | 20強階段                                     |
| 37   | 2012年4月6日  | 男子漢總決選(上)                      | 大牙                  | 評審： 包小松、李薇 Andy、敖君怡 大鈞 來賓： 羅志祥                          | 無淘汰                                                                           | 播出2小時                                    |
| 38   | 2012年4月6日  | 男子漢總決選(中)                      | 大牙                  | 評審： 包小松、李薇 Andy、敖君怡 大鈞 來賓： 羅志祥                          | 無淘汰                                                                           | 播出2小時                                    |
| 39   | 2012年4月7日  | 男子漢總決選(下)                      | 大牙                  | 評審： 包小松、李薇 Andy、敖君怡 大鈞 來賓： 羅志祥、大嘴巴                  | 未入選： 廖宥鈞、林明翰 葉玉傑、黃兆麒 莊堯宣、陳柏全 余孫生、王聖傑             | 12強階段                                     |

## 類似節目
| 台灣 - 超級偶像（台視、三立） - 金曲超級星（中視） - 明日之星Super Star（民視） - 超級星光大道（中視、中天電視） - 華人星光大道（中視、中天電視） - 快樂星期天─校園歌喉戰（華視） - 亞洲新人歌唱大賽（八大電視） - 全球新人王（東森電視） - 超級紅人榜（三立台灣台） - 愛唱才會贏（年代電視） - 模范棒棒堂（Channel V） 香港 - TVB全球華人新秀歌唱大賽（無綫電視） - 超級巨聲（無綫電視） - 亞洲星光大道（亞洲電視） | 中國 - 超級女聲、快樂男聲、快樂女聲（湖南電視台） - CCTV青年歌手電視大獎賽 (中央電視臺綜藝頻道) - 夢想中國（中央電視臺經濟頻道） - 全國少兒歌手電視大賽（中央電視臺少兒頻道） - 我型我秀、加油好男儿（東方衛視） - 名師高徒（江蘇衛視） - 咪咕明星學院（東方衛視、中國移動） 美國 - American Idol（福斯電視網） - Dancing with the Stars（ABC、英國廣播公司商業分支） | 英國 - Pop Idol（ITV） - 英國有才（ITV） - X Factor（ITV） 法國 - Nouvelle Star 新加坡 - 絕對SuperStar - 校園SuperStar - 非常SuperBand - 超級主持人 - 明星偶像 - 唯我獨尊 - 才華橫溢出新秀 - 新加坡偶像 - Live The Dream - The Dance Floor | 馬來西亞 - Astro新秀大赛 （页面存档备份，存于） Astro Star Quest （Astro） - 绝对SuperStar (馬來西亞) Project Superstar （八度空间） - 马来西亚明星偶像 Star Idol Malaysia （ntv7） - 大马偶像 Malaysian Idol （八度空间） - 万中选一 One In A Million （八度空间） - 我要做Model I Wanna Be a Model （八度空间） - 终极天团 Ultimate Power Group （八度空间） - Astro舞极限 （页面存档备份，存于） Astro Battle Ground （Astro） |

## 作品的變遷
| 超視 星期五22:00-00:00 星期六22:00-23:00                           | 超視 星期五22:00-00:00 星期六22:00-23:00                              | 超視 星期五22:00-00:00 星期六22:00-23:00 |
| ------------------------------------------------------------------ | --------------------------------------------------------------------- | ---------------------------------------- |
|                                                                    | 我愛男子漢 （2012.01.06 - 2012.04.07）                                |                                          |
| 星期五22:00非關命運(重播) 星期五23:00食在有健康(重播) 星期六22:00- | 星期五22:00型男大主廚 星期五23:00請你跟我這樣過 星期六22:00型男大主廚 |                                          |

## 外部連結
- 我愛男子漢超視官網